# Јановце (Галанта)
Јановце (слч. Jánovce) насељено је мјесто са административним статусом сеоске општине (слч. obec) у округу Галанта, у Трнавском крају, Словачка Република.

## Становништво
| Година:    | 1994. | 2004.   | 2014.   | 2024.   |
| ---------- | ----- | ------- | ------- | ------- |
| Број људи: | 421   | 449     | 492     | 515     |
| Разлика:   |       | +6,65 % | +9,57 % | +4,67 % |

| Година:    | 2023. | 2024.   |
| ---------- | ----- | ------- |
| Број људи: | 511   | 515     |
| Разлика:   |       | +0,78 % |

Према подацима о броју становника из 2021. године насеље је имало 492 становника.